# Cliostomum coppinsii
Cliostomum coppinsii är en lavart som beskrevs av Fryday & Kantvilas. Cliostomum coppinsii ingår i släktet Cliostomum och familjen Ramalinaceae.   Inga underarter finns listade i Catalogue of Life.